# Web Ontology Language

Формат заголовка SSTP

OWL (англ. Web Ontology Language) — мова опису онтологій для семантичної павутини. Мова OWL дозволяє описувати класи і відносини між ними, властиві для вебдокументів і застосунків. OWL заснований на більш ранніх мовах OIL і DAML OIL і в наш час[коли?] є рекомендованим консорціумом Всесвітньої павутини.
В основі мови — уявлення дійсності в моделі даних «об'єкт — властивість». OWL придатна для опису не тільки вебсторінок, але і будь-яких об'єктів дійсності. Кожному елементу опису в цій мові (в тому числі властивостями, що зв'язує об'єкти) ставиться у відповідність URI.

## Різновиди мови
OWL має три діалекти (у порядку зростання виразності):
- OWL Lite призначена для користувачів, які потребують передусім класифікаційної ієрархії і простих обмежень. Наприклад, при тому, що вона підтримує обмеження кардинальності (кількості елементів), допускаються значення кардинальності тільки 0 або 1. Для розробників повинно бути простіше в своїх продуктах забезпечити підтримку OWL Lite, чим виразніших варіантів OWL. Зокрема, OWL Lite дозволяє швидко перенести існуючі тезауруси і інші таксономії. OWL Lite також має нижчу формальну складність, ніж OWL DL.
- OWL DL призначена для користувачів, яким потрібна максимальна виразність при збереженні повноти обчислень (всі логічні висновки, що припускаються тією чи іншою онтологією, будуть гарантовано обчислюваними) і розв'язуваності (всі обчислення завершаться за певний час). OWL DL включає всі мовні конструкції OWL, але вони можуть використовуватися лише згідно з певним обмеженням (наприклад, клас може бути підкласом багатьох класів, але не може сам бути представником іншого класу). OWL DL так названий через його відповідність дескрипційній логіці — дисципліні, в якій розроблені логіки, що складають формальну основу OWL.
- OWL Full призначена для користувачів, яким потрібна максимальна виразність і синтаксична свобода RDF без гарантій обчислення. Наприклад, у OWL Full клас може розглядатися одночасно як сукупність індивідів і як один індивід у своєму власному значенні. OWL Full дозволяє будувати такі онтології, які розширюють склад зумовленого (RDF або OWL) словника. Малоймовірно, що будь-яке програмне забезпечення зможе здійснювати повну підтримку кожної особливості OWL Full.

## Версії

### 1.0
Нині чинна рекомендація [Архівовано 27 серпня 2006 у Wayback Machine.] з 10 лютого 2004 року.

### 1.1
Нова специфікація, що має статус робочої чернетки. Адреса робочої групи —  [Архівовано 22 жовтня 2007 у Wayback Machine.].
- OWL, мова вебонтологій. Короткий огляд, Редактори Deborah L. McGuinness і Frank van Harmelen. Рекомендація W3C, 10 лютого 2004 [Архівовано 13 серпня 2006 у Wayback Machine.] — OWL Короткий огляд; Остання версія [Архівовано 13 березня 2009 у Wayback Machine.]
- OWL Web Ontology Language Reference, Mike Dean and Guus Schreiber, Editors. Рекомендація W3C, 10 лютого 2004 [Архівовано 19 серпня 2006 у Wayback Machine.] — OWL Довідка; Остання версія [Архівовано 18 січня 2006 у Wayback Machine.]
- OWL Web Ontology Language Use Cases and Requirements, Jeff Heflin, Editor. Рекомендація W3C, 10 лютого 2004 [Архівовано 19 серпня 2006 у Wayback Machine.] — OWL Вимоги; остання версія [Архівовано 30 серпня 2006 у Wayback Machine.].
- OWL Web Ontology Language Test Cases, Jeremy J. Carroll and Jos De Roo, Editors. Рекомендація W3C, 10 лютого 2004 [Архівовано 21 серпня 2006 у Wayback Machine.] — OWL Тестові зразки; Остання версія [Архівовано 23 серпня 2006 у Wayback Machine.].
- OWL [Архівовано 27 серпня 2006 у Wayback Machine.]

### 2.0
Із 27 жовтня 2009 року OWL2 стала рекомендацією W3C. являє собою набір з 11 документів:
1. Structural Specification and Functional-Style Syntax [Архівовано 7 березня 2010 у Wayback Machine.]
2. Direct Semantics [Архівовано 30 березня 2010 у Wayback Machine.]
3. RDF-Based Semantics [Архівовано 17 березня 2010 у Wayback Machine.]
4. Conformance and Test Cases [Архівовано 30 березня 2010 у Wayback Machine.]
5. Mapping to RDF Graphs [Архівовано 21 лютого 2010 у Wayback Machine.]
6. XML Serialization [Архівовано 13 березня 2010 у Wayback Machine.]
7. Profiles [Архівовано 26 лютого 2010 у Wayback Machine.]
8. Quick Reference Guide [Архівовано 11 березня 2010 у Wayback Machine.]
9. New Features and Rationale [Архівовано 8 березня 2010 у Wayback Machine.]
10. Manchester Syntax [Архівовано 2 березня 2010 у Wayback Machine.]
11. rdf: text: A Datatype for Internationalized Text [Архівовано 15 березня 2010 у Wayback Machine.]